# 허재호 (기업인)
허재호(許宰晧, 1942년 8월 18일 ~ )는 광주일보 회장을 맡고 있는 대한민국의 기업인이다. 본관은 양천이며, 전라남도 광양 출신이다.
광주일보 회장·대주그룹 회장 등 을 역임한 중소건설사를 기반으로 한 기업인이다. 조세포탈과 횡령 혐의로 기소돼 2010년 1월 항소심에서 징역 2년6월에 집행유예 4년, 벌금 254억원을 선고받았다. 판결은 2011년 대법원에서 확정됐다. 벌금 254억원과  국세 123억원, 지방세 24억원 등을 내지 않고 뉴질랜드에 체류하다 귀국하였다. 그러나 허씨는 귀국한 뒤 51일 강제노역형을 받고 광주교도소에 5일간 수감되었다가 여론에 밀려 다시 풀려났다. 2014년 4월 4일, 그는 대국민사과를 하여 자신의 가족의 재산으로 벌금을 납부하겠다고 밝혔다.

## 가족관계
매제가 광주지검 차장검사이며 사위는 광주지법 판사이다.